# Vitalij Žuk
Vitalij  Michajlavič Žuk, accreditato come Vitaliy Zhuk dalla IAAF (in bielorusso Віталій Міхайлавіч Жук?; 10 settembre 1996), è un multiplista bielorusso.
È coniugato all'astista Iryna Žuk.

## Palmarès
| Anno | Manifestazione   | Sede       | Evento    | Risultato | Prestazione | Note                          |
| ---- | ---------------- | ---------- | --------- | --------- | ----------- | ----------------------------- |
| 2015 | Europei juniores | Eskilstuna | Decathlon | 8º        | 7315 p.     |                               |
| 2017 | Europei under 23 | Bydgoszcz  | Decathlon | 4º        | 7921 p.     | Miglior prestazione personale |
| 2018 | Europei          | Berlino    | Decathlon | Bronzo    | 8 290 p.    | Miglior prestazione personale |
| 2019 | Europei indoor   | Glasgow    | Eptathlon | 8º        | 5689 p.     |                               |
| 2019 | Mondiali         | Doha       | Decathlon | 13º       | 8058 p.     |                               |
| 2021 | Giochi olimpici  | Tokyo      | Decathlon | 13º       | 8131 p.     |                               |